# MP/M
O MP/M (Multi-tasking Program for Microcomputers ou "Programa Multitarefa para Microcomputadores") foi a versão multiusuária do sistema operativo CP/M, criado pela Digital Research, Inc. Ele possibilitava que múltiplos utilizadores se conectassem a um único computador, cada um utilizando um terminal separado.

## Características
O MP/M era um sistema operativo bastante avançado para a época, ao menos em microcomputadores. Ele incluía um núcleo multitarefa com proteção de memória, entrada/saída concorrente e suporte para spooling e queueing. Também permitia que cada utilizador executasse múltiplos programas e alternasse entre eles.
O sistema exigia um mínimo de 32 Kb de RAM para executar, mas isto deixava pouca memória para aplicativos do utilizador. A fim de dar suporte à uma configuração razoável, o MP/M permitia que a memória fosse chaveada para dentro e fora da área de "memória real" da máquina, os 32 Kb iniciais. Assim, por exemplo, um programa poderia ser carregado num "banco" de RAM não-endereçável pela UCP e quando chegasse o momento de ser executado, aquele banco de RAM seria "chaveado" para ocupar os 32 Kb iniciais e assim se tornar visível para o SO. Esta técnica, conhecida como comutação de bancos, é uma versão rudimentar de memória virtual. Foi posteriormente acrescentada à versão monoutilizador do SO (CP/M) a partir da versão 3.0
Um dos principais usos do MP/M, talvez para surpresa da DRI, era como uma versão "power user" (para utilizadores avançados) do CP/M monoutilizador. A capacidade de executar vários programas simultaneamente e a de endereçar grandes segmentos de memória faziam com que o sistema valesse o preço extra.

## MP/M-86
Da mesma forma que ocorreu com o CP/M, o MP/M foi eventualmente portado para o Intel 8086, numa versão que ganhou o nome de MP/M-86. 
O MP/M-86 absorveu algo da tecnologia do CP/M-86 para tornar-se o Concurrent CP/M, mais tarde desenvolvido numa versão específica para 386 compatível com o MS-DOS, o Concurrent DOS 386.